# Anne-Caroline Graffe
Anne-Caroline Graffe (n. 12 februarie 1986, Papeete, Franța de peste mări, Franța) este o sportivă ce a reprezentat Franța, medaliată olimpică. A participat la o ediție a Jocurilor Olimpice (2012) în care a câștigat o medalie de argint.